# جوي غارنت
جوي غارنت (بالإنجليزية: Joy Garnett)‏ هي رسامة أمريكية، ولدت في 1965.

## وصلات خارجية
- الموقع الرسمي